# Kosmos 2
Kosmos 2 – radziecki satelita technologiczny typu 1MS; oficjalnie wysłany w celu badania zewnętrznych warstw ziemskiej atmosfery i rozwoju podzespołów statków kosmicznych; rzeczywiste przeznaczenie statku było najprawdopodobniej inne. 
Satelita został wprowadzony na orbitę 6 kwietnia 1962 roku. Początkowa orbita miała kształt wydłużonej elipsy o perygeum równym 213 km, apogeum – 1560 km. Czas jednego okrążenia Ziemi wynosił 102,5 minuty, natomiast nachylenie do płaszczyzny równika wyniosło 49°.